# Organobromverbindungen
Organobromverbindungen sind eine Stoffgruppe der organischen Chemie, die Verbindungen mit Kohlenstoff-Brom-Verbindungen umfasst. Ist das Brom an ein sp3-hybridisiertes Kohlenstoffatom gebunden, werden die Verbindungen auch als Alkylbromide bezeichnet. Ist das Bromatom an einen aromatischen Ring gebunden, handelt es sich um Bromaromaten oder Arylbromide. Daneben sind auch noch weitere Gruppen bekannt, darunter Bromalkene mit einem Bromatom an einer Alken-Doppelbindung, Bromalkine, bei denen Brom das Wasserstoffatom eines terminalen Alkins ersetzt und Carbonsäurebromide, bei denen Brom die Hydroxygruppe eine Carbonsäure ersetzt. Organobromverbindungen, die nur aus Kohlenstoff, Wasserstoff und Brom bestehen, werden auch als Bromkohlenwasserstoffe bezeichnet.

## Geschichte
Eine wichtige Organobromverbindung, die schon in der Antike verwendet wurde, ist das Purpur. Dessen chemische Struktur wurde jedoch erst um 1909 aufgeklärt.

## Vorkommen
Viele natürliche Organobromverbindungen sind bekannt, wurden jedoch überwiegend erst gegen Ende des 20. Jahrhunderts identifiziert. So waren im Jahr 1973 etwa 60 Verbindungen bekannt, 1999 jedoch schon etwa 1600. Die Verbindungen sind weit verbreitet und kommen in Tieren, Pflanzen, Pilzen und Mikroorganismen vor. Besonders vielfältig sind die Verbindungen bei marinen Lebewesen.

### Meereslebewesen

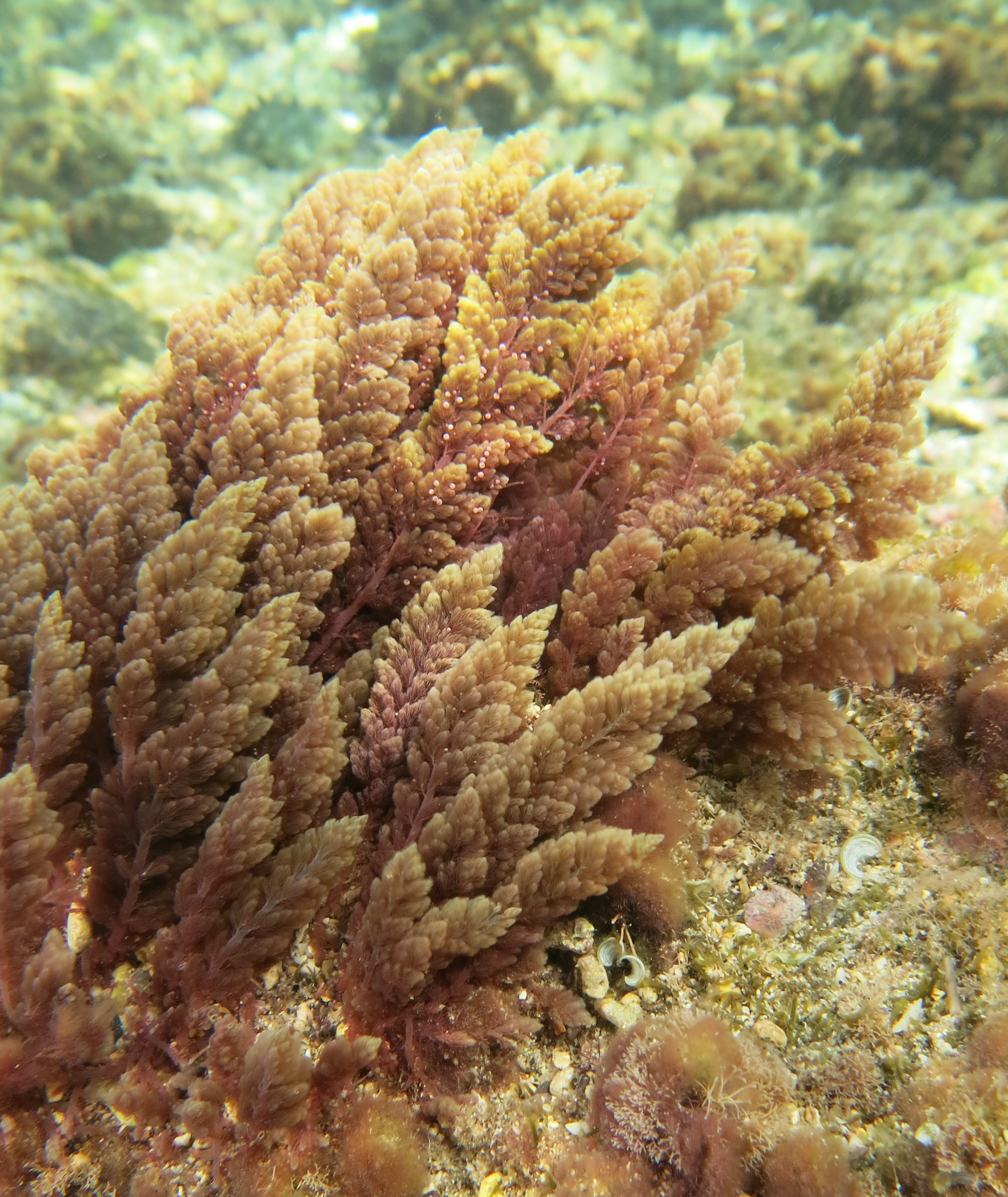
Asparagopsis taxiformis in Réunion

Organobromverbindungen sind bei marinen Lebewesen ausgesprochen häufig. Zwar enthält Meerwasser um Größenordnungen weniger Bromid als Chlorid, ersteres lässt sich jedoch deutlich leichter zu elementarem Brom oder zu Hypobromit oxidieren, was ein Grund für Häufigkeit von bromierten Verbindungen sein dürfte. Eine besonders häufig in der Meeresumgebung vorkommende Verbindung ist Bromoform. Viele Organobromverbindungen sind aus Algen bekannt. Die essbare Alge Asparagopsis taxiformis enthält über 50 verschiedene Organobromverbindungen, darunter als Hauptkomponenten Bromoform. Daneben kommen bromierte Ketone und Alkohole wie Bromaceton, 1,3-Dibromaceton und 1,3-Dibrompropan-2-ol vor. Auch die Rotalge Bonnemaisonia hamifera enthält bromierte Ketone, die mitverantwortlich für deren süßen Geschmack sind. Die Hauptkomponente ist dabei 1,1,3,3-Tetrabromheptan-2-on. Möglicherweise entsteht marines Bromoform durch Haloform-Reaktion aus solchen bromierten Ketonen. Aus Meerespflanzen ist eine große Zahl an bromierten Terpenen bekannt, darunter alleine mehrere hundert aus Rotalgen der Gattung Laurencia. Sowohl Rotalgen als auch Cyanobakterien enthalten daneben vielfältige bromierte aromatischen Verbindungen, insbesondere Indole und Phenole. Ein cytotoxisches bromiertes Terpen, das wegen seiner möglichen Antitumor-Wirkung untersucht wurde, ist Halomon. Die ersten bromierten Monoterpene, die eine ähnliche Struktur aufweisen wie Halomon, wurden im Kalifornischen Seehasen gefunden.

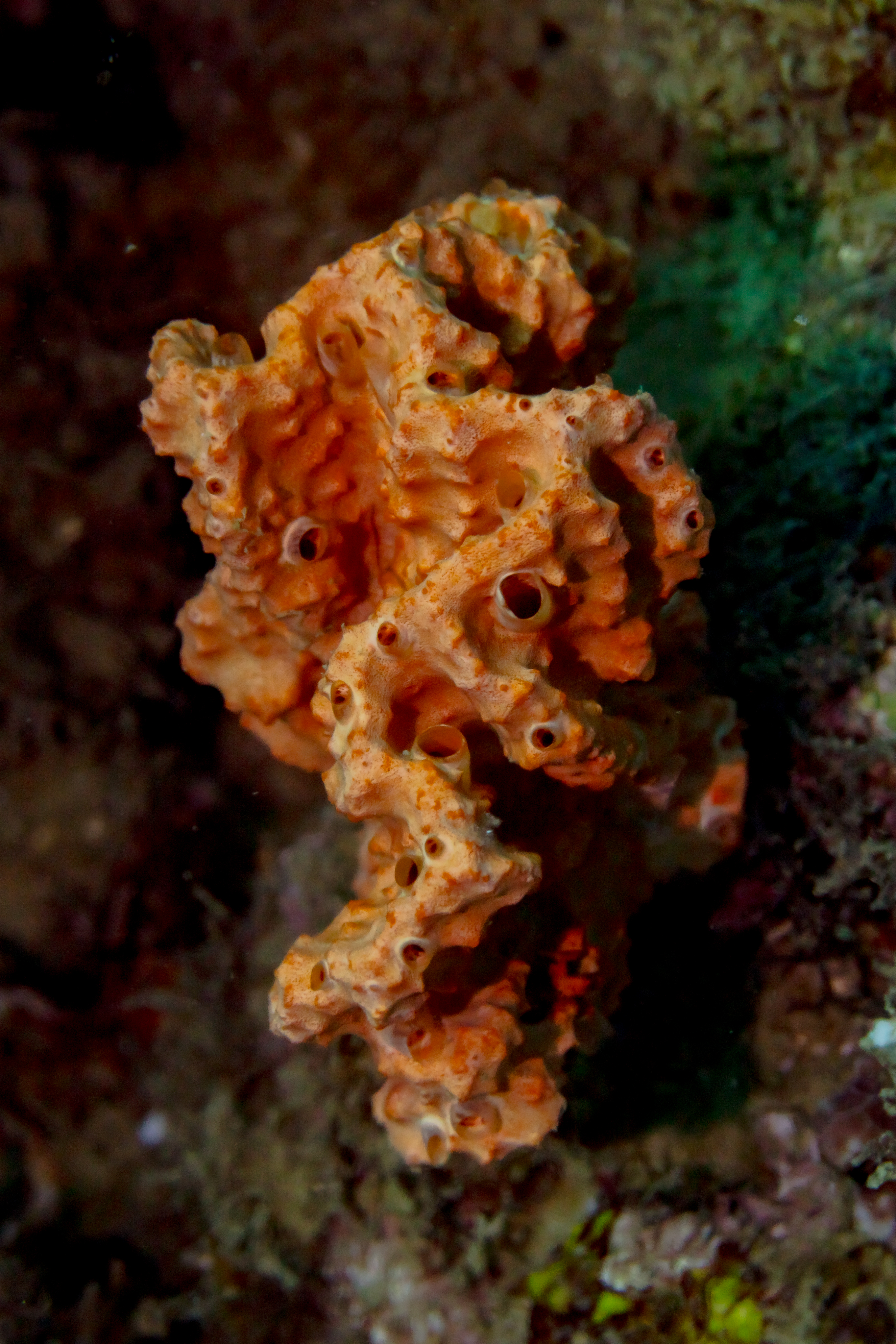
Stylissa carteri, Phillippinen

Meeresschwämme enthalten ebenfalls vielfältige bromierte Verbindungen, allerdings deuten Untersuchungen darauf hin, dass diese oftmals nicht von den Schwämmen selbst, sondern von assoziierten Mikroorganismen biosynthetisiert werden. Dazu gehören bromierte Fettsäuren wie das Antazirin. Diese enthalten oft eine oder mehrere Dreifachbindungen. Daneben kommen in Schwämmen auch noch andere Polyine mit mehreren Dreifachbindungen und mindestens einem Bromsubstituenten vor. aber auch viele Bromaromaten, vor allem Pyrrole und Indole. Beispiele für in Schwämme vorkommende bromierte Pyrrole sind 2,3-Dibrompyrrol und Hanishin aus dem Hornkieselschwamm Stylissa carteri.

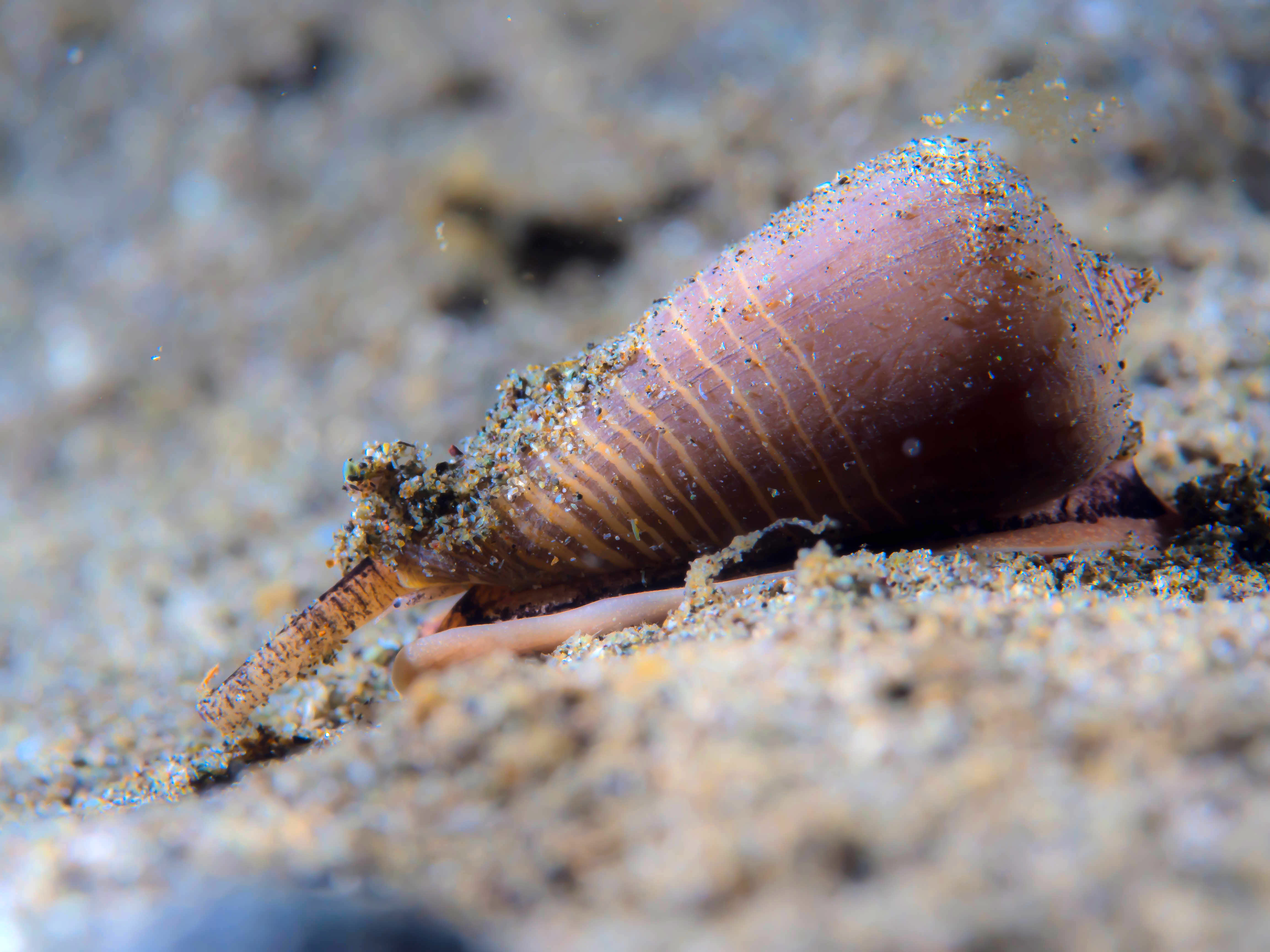
Gedrechselte Kegelschnecke (Conus radiatus)

Eine der ersten bekannten natürlichen Organobromverbindungen, das Purpur, kommt in Meeresschnecken aus dem Mittelmeer vor. Die Gedrechselte Kegelschnecke (Conus radiatus) und der Kaiserkegel (Conus imperialis) bilden Peptide, die als Aminosäure 6-Bromtryptophan enthalten. Beispielsweise kommt in Conus radiatus Bromcontryphan, ein Octapeptid mit Bromtryptophan, vor. Das hautreizende Aplysiatoxin stammt aus der Meeresschnecke Stylocheilus longicauda (Familie Aplysiidae). Auch aus Manteltieren, Moostierchen und Korallen sind bromierte organische Verbindungen bekannt. Beispielsweise wurden aus einer Art der Ordnung Weichkorallen mehrere bromierte Azulene wie das Ehuazulen isoliert.
Eine Bedeutung von Organobromverbindungen als Abwehrstoffe mariner Lebewesen ist wahrscheinlich, jedoch ist eine Wirkung nur bei wenigen Verbindungen konkret nachgewiesen. So wird Avrainvilleol von Grünalgen biosynthetisiert und von der Schlundsackschnecke Costasiella ocellifera sequestriert und wirkt als Fraßschutz gegen Fische. Das Aerophobin-2 aus dem Hornkieselschwamm Verongia aerophoba ist ein Vorläufer bioaktiver Meleküle, die den Bewuchs mit Seepocken verhindern.

### Landlebewesen

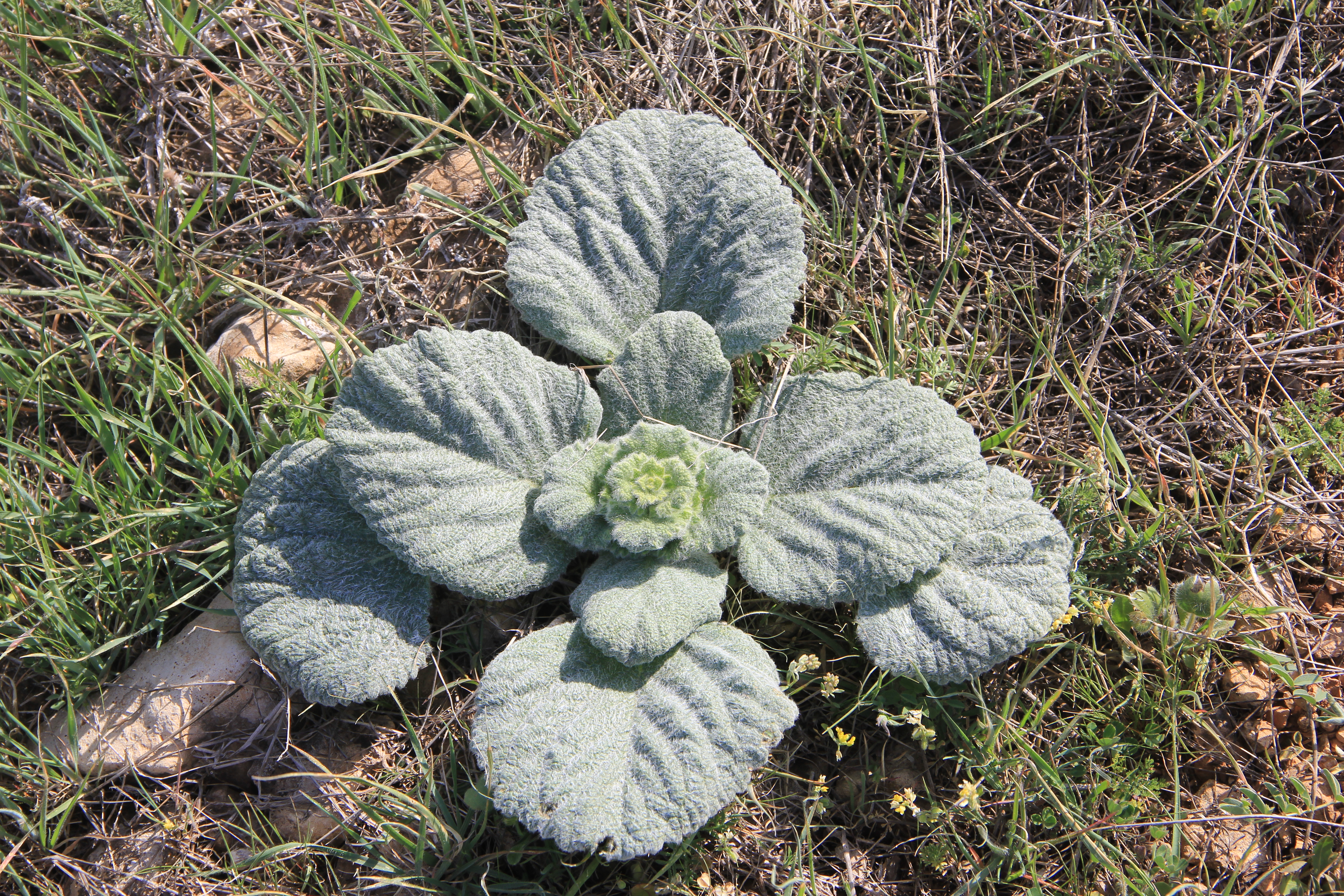
Eremostachys moluccelloides

Bei Pilzen und Bakterien sind  Organochlorverbindungenim Vergleich zu Organobromverbindungen deutlich häufiger. Unter den Calicheamicinen aus Micromonospora echinospora sind auch zwei Vertreter bekannt, die einen Bromsubstituenten aufweisen.
Auch bei den landlebenden Pflanzen sind Organochlorverbindungen häufiger als bromierte Verbindungen. Ein wichtiger flüchtiger Metabolit vieler Pflanzen ist aber Brommethan, was einen bedeutenden Beitrag zum atmosphärischen Auftreten der Verbindung leistet. Daneben ist Brombenzol als Metabolit der Flechtenart Evernia prunastri bekannt und mehrere bromierte Fettsäuren aus Eremostachys molucelloides.
Im Exoskelett bestimmter Heuschrecken kommen Proteine vor, die 3-Bromtyrosin und 3,5-Dibromtyrosin als Aminosäuren enthalten. Bei Menschen sowie anderen Säugetieren wie Katzen und Ratten kommt im Liquor cerebrospinalis natürlicherweise 4-Bromacetessigsäure-2-octylester vor.

### Biosynthese
Die Biosynthese von Organobromverbindungen basiert auf enzymatischer Katalyse durch Haloperoxidasen, insbesondere Bromperoxidasen. Diese können Bromidionen oxidieren zu elementarem Brom, Hypobromit beziehungsweise hypobromiger Säure oder zu einem Komplex, in dem Brom an das Enzym gebunden ist. Diese Verbindungen können wiederum mit diversen organischen Substraten reagieren und diese so bromieren. Bromperoxidasen wurden Stand 1999 aus etwa hundert verschiedenen Arten von Lebewesen isoliert, darunter Algen, Flechten und Bakterien. Neben Bromperoxidasen sind auch Chlorperoxidasen in der Lage, Bromid zu oxidieren und ermöglichen so die Biosynthese von Organobromverbindungen. Beispielsweise wurde beim Eichelwurm Notomastus lobatus nachgewiesen, dass die Biosynthese von bromierten Phenolen hauptsächlich durch eine Chlorperoxidase katalysiert wird. Die Biosynthese von Laurallen aus der Rotalge Laurencia nipponica wurde im Detail untersucht. Der direkte Vorläufer ist Prelaureatin, das eine Enin-Einheit aufweist. Diese wird durch eine Bromperoxidase in Gegenwart von Natriumbromid und Wasserstoffperoxid in eine bromierte Allen-Einheit umgewandelt.

### Bromkreislauf
Natürlich vorkommendes Brom unterliegt einem Kreislauf, indem Bromid-Ionen durch Lebewesen oxidiert und in Organobromverbindungen umgewandelt werden, vor allem Brommethan und Bromoform. Dabei werden große Mengen umgesetzt; Schätzungen zufolge beträgt die jährliche Emission aus den Meeren 56.000 Tonnen Brommethan und ein bis zwei Millionen Tonnen Bromoform. Eine weitere Quelle für atmosphärisches Brommethan ist die Verbrennung von Biomasse mit geschätzt 20.000 bis 50.000 Tonnen pro Jahr. Durch Abbau dieser Verbindungen wird Bromid zurückgebildet, dies ist insbesondere von Mikroorganismen bekannt. So wurde die Umwandlung von Brommethan in Kohlenstoffdioxid und Bromid oder in Methanthiol nachgewiesen.

## Herstellung

### Bromierung von Alkanen
Unter Einwirkung von Licht oder bei hohen Temperaturen reagieren Alkane in einer radikalischen Substitution mit elementarem Brom und bilden Bromalkane. Im Gegensatz zur analogen Reaktion mit Chlor ist die Bromierung von Alkanen deutlich selektiver. So werden tertiäre Kohlenstoffatome gegenüber sekundären Kohlenstoffen deutlich bevorzug bromiert und letztere wiederum deutlich bevorzug vor primären. Die einfache radikalische Bromierung von Butan ergibt beispielsweise 98 % 2-Brombutan.

### Bromierung von Alkenen und Alkinen
Elementares Brom addiert spontan an die Doppelbindungen von Alkenen, wodurch 1,2-Dibromalkane gebildet werden. Dabei wird zunächst ein Dreiring, ein positiv geladenes Bromoniumion gebildet. Zusätzlich fällt ein Bromidion an, welches das Bromoniumion in einer nucleophilen Substitution öffnet, wodurch die eingeführten Bromatome trans zueinander stehen. Analog kann Brom auch an Alkine addiert werden, die Reaktion verläuft aber deutlich langsamer als bei Alkenen, was unter anderem auf die größere Ringspannung des entstehenden Bromoniumions zurückzuführen ist. An ein Alkinmolekül können schrittweise zwei Moleküle Brom addiert werden. So werden tetrabromierte Alkane erhalten, beispielsweise aus 3-Hexin das 3,3,4,4-Tetrabromhexan.
Durch Addition von Bromwasserstoff an Alkene werden monobromierte Alkane erhalten. Dabei addiert zunächst das Proton des Bromwasserstoffs unter Bildung eines Carbeniumions, welches weiter mit dem Bromidion des Bromwasserstoffs reagiert. Analog können zwei Moleküle Bromwasserstoff an ein Alkin addiert werden. Gemäß der Markovnikov-Regel werden so meist geminale Dibromverbindungen erhalten, das heißt, beide Bromatome stehen am selben Kohlenstoffatom. Beispielsweise ergibt die Addition von Bromwasserstoff an 2-Butin zunächst 2-Brom-2-buten. Die Addition eines weiteren Moleküls Bromwasserstoff ergibt zu 90 % 2,2-Dibrombutan.
Wird die Addition von Brom an ein Alken in Wasser als Lösungsmittel durchgeführt wird das intermediär gebildete Bromiumion bevorzugt durch ein Wassermolekül geöffnet, wodurch ein Bromhydrin entsteht.
Bromalkine können durch direkte Bromierung terminaler Alkine hergestellt werden. Eine verbreitete Methode hierfür ist die Reaktion mit Hypobromiten wie Kaliumhypobromit. Andere Möglichkeiten sind Umsetzungen mit Silbernitrat und N-Bromsuccinimid (NBS) oder mit Triphenylphosphin und Tetrabrommethan. Durch Deprotonierung terminaler Alkine erhaltene Acetylide reagieren unter Bromierung beispielsweise mit elementarem Brom oder NBS.

### Bromierung von Alkoholen
In der Appel-Reaktion können Alkohole durch Umsetzung mit Triphenylphosphin und Tetrachlormethan oder Tetrabrommethan in entsprechende Halogenide überführt werden. In letzterem Fall werden so Alkylbromide erhalten.

## Reaktionen

### Substitutionsreaktionen
Alkylbromide reagieren ebenso wie andere Alkylhalogenide als Elektrophile in nucleophilen Substitutionen. So können sie beispielsweise durch Reaktion mit Hydroxid-Ionen zu Alkoholen umgesetzt werden, mit Alkoholaten zu Ethern, mit Thiolaten zu Thioethern, mit tertiären Aminen zu quartären Ammoniumverbindungen, mit Acetyliden zu Alkinen und mit Cyanid-Ionen zu Nitrilen. Die Reaktivität von Alkylbromiden ist dabei geringer als die von Alkyliodiden aber höher als die von Alkylchloriden. In der Finkelstein-Reaktion werden Alkylhalogenide durch Substitution mit einem Alkalihalogenid in andere Alkylhalogenide umgewandelt. Eine wichtige Anwendung hiervon ist die Umsetzung von Alkylbromiden zu reaktiveren Alkyliodiden. Dies wird dadurch ermöglicht, dass beispielsweise Natriumiodid im Lösungsmittel Aceton deutlich besser löslich ist als Natriumbromid, sodass bei der Substitution freiwerdendes Bromid als Natriumbromid ausgefällt wird.
Durch Reaktion von Alkylbromiden mit einem tertiären Phosphin können diese ebenso wie andere Alkylhalogenide zu Phosponiumsalzen umgesetzt werden. Solche Phosphoniumsalze können wiederum mit einer Base zu Phosphoranen deprotoniert werden, welche in der Wittig-Reaktion zum Einsatz kommen.
Alkylbromide können in Friedel-Crafts-Alkylierungen verwendet werden, was aber unüblich ist, da dies meist keinen Vorteil gegenüber den billigeren Alkylchloriden bietet.

### Kreuzkupplungen
Organobromverbindungen dienen als Substrate in palladiumkatalysierten Kreuzkupplungen, wobei Bromid als Abgangsgruppe fungiert. Organobromverbindungen sind dabei weniger reaktiv als Iodide oder Triflate aber reaktiver als Organochlorverbindungen, die meist nur reagieren, wenn spezielle Liganden am Katalysator eingesetzt werden.

## Verwendung
Organobromverbindung sind industriell relevant und ihre Herstellung verbraucht etwa 80 % der weltweiten Produktion von Brom. Die wichtigste Anwendung sind Flammschutzmittel. Daneben haben jedoch auch noch Pestizide, Pharmazeutika, Farbmittel und einige andere Anwendungen Bedeutung. Viele Organobromverbindung dienen als Intermediate zur Herstellung anderer Chemikalien, die kein Brom mehr enthalten. Organobromverbindungen konkurrieren vielfach mit Organochlorverbindungen. Letztere sind billiger herzustellen, allerdings gibt es diverse Bereiche, in denen die bessere Reaktivität der Organobromverbindungen und die bessere Selektivität bei ihrer Herstellung den Einsatz rechtfertigt. Zusätzlich lässt sich Bromid als Nebenprodukt leicht aufbereiten und Brom daraus zurückgewinnen, was den höheren Preis teilweise aufwiegt und unter Umweltaspekten vorteilhaft ist.
Organobromverbindungen, die als industrielle Intermediate, unter anderem in der Herstellung von Pestiziden und Pharmazeutika, verwendet werden, sind zum Beispiel 1,2-Dibromethan, 1-Brom-3-chlorpropan, Phenethylbromid, Brommethan und Allylbromid.
Die wichtigste Anwendung von Brom insgesamt und Organobromverbindungen im Speziellen sind Flammschutzmittel. Die Verwendungsmenge in diesem Bereich ist zwischen 1990 und 2012 kontinuierlich gestiegen, im Jahr 2012 machte die Anwendung einen Anteil von etwa 50 % am Bedarf an Organobromverbindungen aus, entsprechend etwa 40 % der verwendeten Menge Brom insgesamt. Bromierte Flammschutzmittel können als Additive, als reaktive Zusätze oder als Polymerbestandteil eingesetzt werden. Additive sind beispielsweise Bis(2-ethylhexyl)tetrabromphthalat, Hexabromcyclododecan, Tetrabrombisphenol A und polybromierte Diphenylether wie Octabromdiphenylether oder Decabromdiphenylether. Flammschutzkomponenten, die durch eine chemische Reaktion an ein Substrat gebunden werden sind beispielsweise Pentabrombenzylacrylat (für Gummi), Tetrabromphthalsäureanhydrid (für Butadien-Styrol-Copolymere) sowie Tetrabrombisphenol A und 2,4,6-Tribromphenol (für Epoxidharze).